# United Hockey League 2004/05
Die Saison 2004/05 war die 14. reguläre Saison der United Hockey League (bis 1997 Colonial Hockey League). Die 14 Teams absolvierten in der regulären Saison je 80 Begegnungen. Das punktbeste Team der regulären Saison waren die Muskegon Fury, die in den Play-offs zum vierten Mal den Colonial Cup gewannen.

## Teamänderungen
Folgende Änderungen wurden vor Beginn der Saison vorgenommen:
- Die Danbury Trashers wurden als Expansionsteam in die Liga aufgenommen.
- Die Kansas City Outlaws wurden als Expansionsteam in die Liga aufgenommen.
- Die Motor City Mechanics wurden als Expansionsteam in die Liga aufgenommen.
- Die Adirondack Icehawks änderten ihren Namen in Adirondack Frostbite.

## Reguläre Saison

### Abschlusstabelle
Abkürzungen: GP = Spiele, W = Siege, L = Niederlagen, T = Unentschieden, OTL = Niederlage nach Overtime, GF = Erzielte Tore, GA = Gegentore, Pts = Punkte
| Central Division     | GP | W  | L  | T  | GF  | GA  | Pts |
| -------------------- | -- | -- | -- | -- | --- | --- | --- |
| Muskegon Fury        | 80 | 51 | 20 | 9  | 285 | 195 | 111 |
| Kalamazoo Wings      | 80 | 50 | 24 | 6  | 257 | 204 | 106 |
| Motor City Mechanics | 80 | 37 | 36 | 7  | 229 | 262 | 81  |
| Flint Generals       | 80 | 33 | 33 | 14 | 237 | 236 | 80  |
| Port Huron Beacons   | 80 | 34 | 40 | 6  | 245 | 283 | 74  |

| Eastern Division     | GP | W  | L  | T | GF  | GA  | Pts |
| -------------------- | -- | -- | -- | - | --- | --- | --- |
| Adirondack Frostbite | 80 | 48 | 24 | 8 | 276 | 235 | 104 |
| Danbury Trashers     | 80 | 44 | 29 | 7 | 265 | 243 | 95  |
| Richmond RiverDogs   | 80 | 33 | 42 | 5 | 245 | 319 | 71  |
| Elmira Jackals       | 80 | 24 | 51 | 5 | 224 | 310 | 53  |

| Western Division      | GP | W  | L  | T  | GF  | GA  | Pts |
| --------------------- | -- | -- | -- | -- | --- | --- | --- |
| Fort Wayne Komets     | 80 | 51 | 24 | 5  | 274 | 211 | 107 |
| Rockford IceHogs      | 80 | 46 | 25 | 9  | 246 | 203 | 101 |
| Missouri River Otters | 80 | 42 | 32 | 6  | 217 | 224 | 90  |
| Quad City Mallards    | 80 | 39 | 30 | 11 | 226 | 228 | 89  |
| Kansas City Outlaws   | 80 | 28 | 45 | 7  | 217 | 290 | 63  |

## Colonial-Cup-Playoffs
| Colonial-Cup-Viertelfinale | Colonial-Cup-Viertelfinale | Colonial-Cup-Viertelfinale |    |                      | Colonial-Cup-Halbfinale | Colonial-Cup-Halbfinale | Colonial-Cup-Halbfinale |  |  | Colonial-Cup-Finale | Colonial-Cup-Finale | Colonial-Cup-Finale |
|                            |                            |                            |    |                      |                         |                         |                         |  |  |                     |                     |                     |
| C1                         | Muskegon Fury              | 4                          |    |                      |                         |                         |                         |  |  |                     |                     |                     |
| W4                         | Quad City Mallards         | 3                          |    |                      |                         |                         |                         |  |  |                     |                     |                     |
| W4                         | Quad City Mallards         | 3                          | C1 | Muskegon Fury        | 4                       |                         |                         |  |  |                     |                     |                     |
|                            |                            |                            | C1 | Muskegon Fury        | 4                       |                         |                         |  |  |                     |                     |                     |
|                            | E2                         | Danbury Trashers           | 1  |                      |                         |                         |                         |  |  |                     |                     |                     |
| E1                         | E2                         | Danbury Trashers           | 1  | Adirondack Frostbite | 2                       |                         |                         |  |  |                     |                     |                     |
| E1                         |                            |                            |    | Adirondack Frostbite | 2                       |                         |                         |  |  |                     |                     |                     |
| E2                         | Danbury Trashers           | 4                          |    |                      |                         |                         |                         |  |  |                     |                     |                     |
| E2                         | Danbury Trashers           | 4                          | C1 | Muskegon Fury        | 4                       |                         |                         |  |  |                     |                     |                     |
|                            |                            |                            |    | Muskegon Fury        | 4                       |                         |                         |  |  |                     |                     |                     |
|                            | W1                         | Fort Wayne Komets          | 1  |                      |                         |                         |                         |  |  |                     |                     |                     |
| W1                         | W1                         | Fort Wayne Komets          | 1  | Fort Wayne Komets    | 4                       |                         |                         |  |  |                     |                     |                     |
| W1                         |                            |                            |    | Fort Wayne Komets    | 4                       |                         |                         |  |  |                     |                     |                     |
| W3                         | Missouri River Otters      | 2                          |    |                      |                         |                         |                         |  |  |                     |                     |                     |
| W3                         | Missouri River Otters      | 2                          | W1 | Fort Wayne Komets    | 4                       |                         |                         |  |  |                     |                     |                     |
|                            |                            |                            | W1 | Fort Wayne Komets    | 4                       |                         |                         |  |  |                     |                     |                     |
|                            | W2                         | Rockford IceHogs           | 3  |                      |                         |                         |                         |  |  |                     |                     |                     |
| W2                         | W2                         | Rockford IceHogs           | 3  | Rockford IceHogs     | 4                       |                         |                         |  |  |                     |                     |                     |
| W2                         |                            |                            |    | Rockford IceHogs     | 4                       |                         |                         |  |  |                     |                     |                     |
| C2                         | Kalamazoo Wings            | 2                          |    |                      |                         |                         |                         |  |  |                     |                     |                     |

## Vergebene Trophäen

### Mannschaftstrophäen
| Auszeichnung                               | Team          |
| ------------------------------------------ | ------------- |
| Colonial Cup Gewinner der Playoffs         | Muskegon Fury |
| Tarry Cup Bestes Team der regulären Saison | Muskegon Fury |